# Lijst van personen uit Rio de Janeiro
Deze lijst van Carioca's geeft een (incompleet) overzicht van "bekende" personen die geboren of overleden zijn in de Braziliaanse stad Rio de Janeiro.

## Geboren in Rio de Janeiro

### Voor 1850

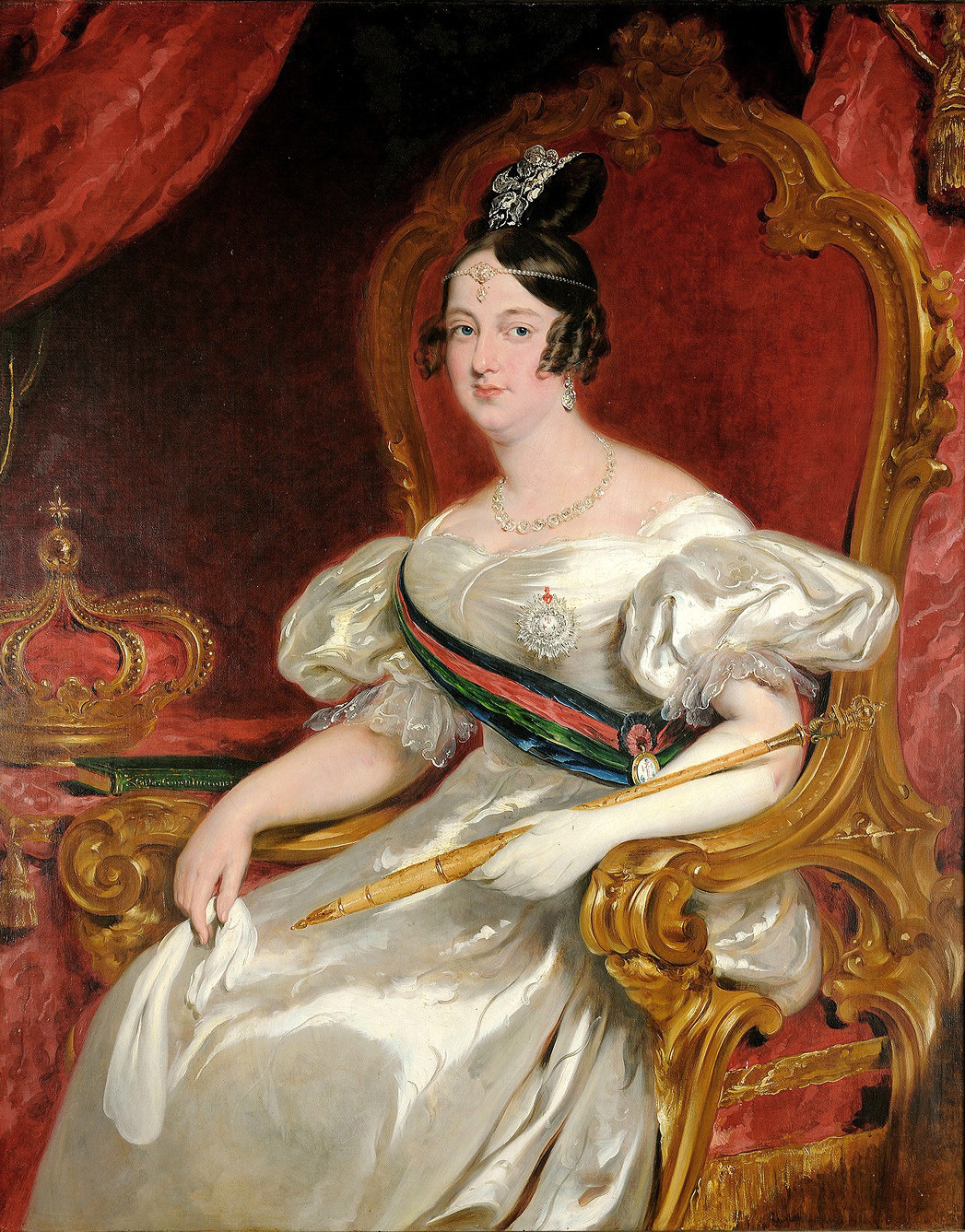
Koningin Maria II van Portugal (1819-1853)

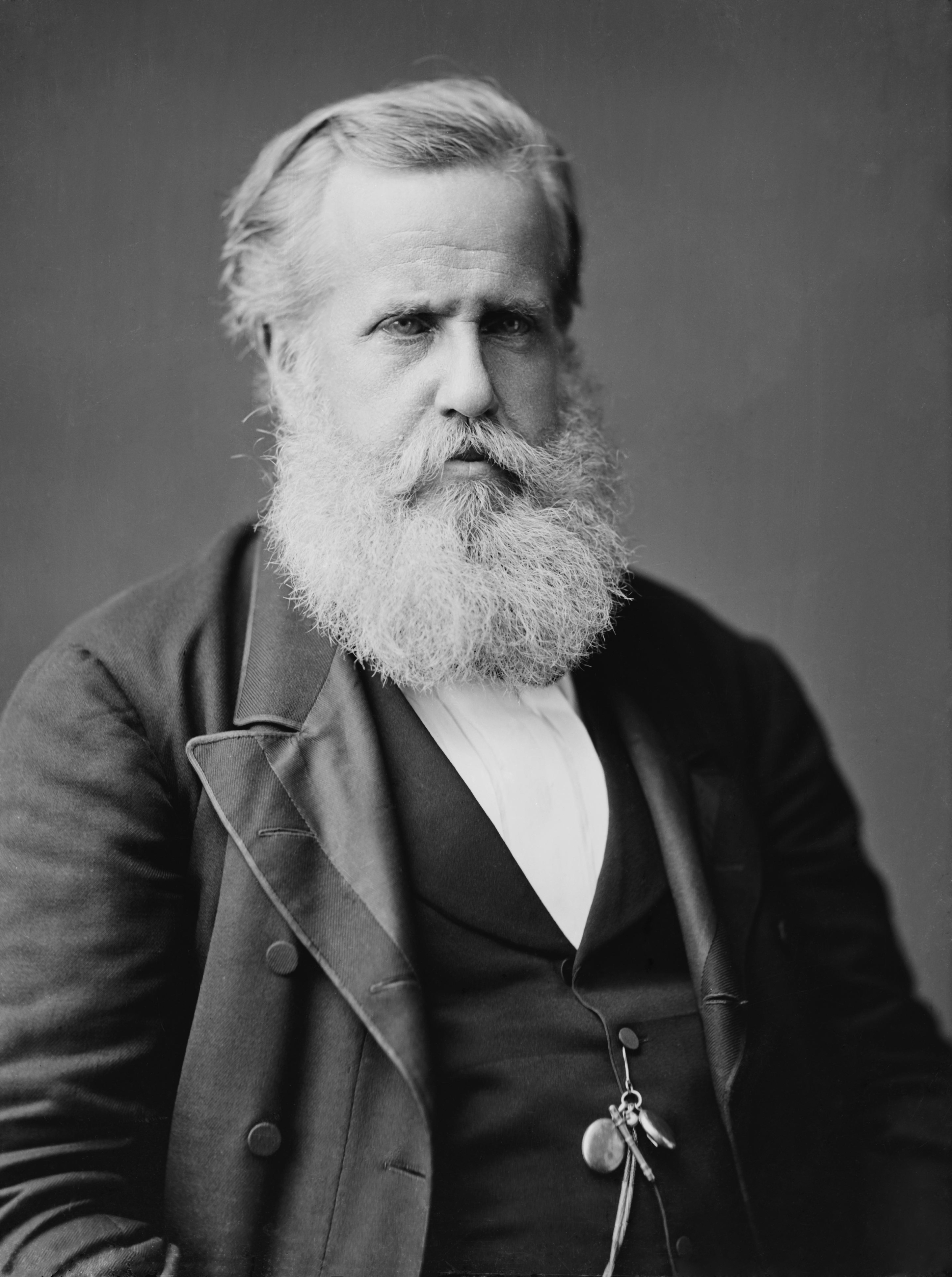
Keizer Peter II van Brazilië (1825-1891)

- José Maurício Nunes Garcia (1767-1830), componist, muziekpedagoog, organist en dirigent
- Francisco Manuel da Silva (1795-1865), componist (volkslied Brazilië)
- Luís Alves de Lima e Silva (1803-1880), hertog van Caxias, premier
- Maria II (1819-1853), koningin van Portugal
- Januária Maria (1822-1901), prinses van Portugal en Brazilië
- Francisca Caroline (1824-1898), prinses van Portugal en Brazilië
- Peter II (1825-1891), keizer van Brazilië
- Eduardo Wandenkolk (1838-1902), militair en politicus
- Joaquim Maria Machado de Assis (1839-1908), schrijver en literator
- João Zeferino da Costa (1840-1915), kunstschilder en tekenaar
- José Maria da Silva Paranhos Júnior (1845-1912), barão do Rio Branco, diplomaat en politicus
- Isabella (1846-1921), kroonprinses en titulair keizerin van Brazilië
- Leopoldina (1847-1871), prinses van Brazilië

### 1850–1899

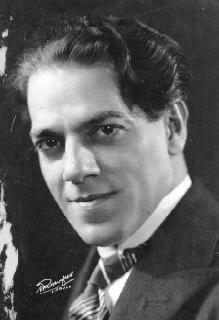
Componist en cellist Heitor Villa-Lobos (1887-1959)

- Bernardino Machado (1851-1944), Portugees politicus
- Edward John Miers (1851-1930), Brits carcinoloog
- Heinrich David (1856-1935), Zwitsers politicus
- João Chagas (1863-1925), Portugees journalist en politicus
- Peter August (1866-1934), prins van Saksen-Coburg en Gotha
- August Leopold (1867-1922), prins van Saksen-Coburg en Gotha
- Augusto Pestana (1868-1934), ingenieur en politicus
- Gilbert Hime (1887-1957), voetballer
- Heitor Villa-Lobos (1887-1959), componist en cellist
- Flávio Ramos (1889-1967), voetballer
- Philadelpho Azevedo (1894-1951), rechtsgeleerde en politicus
- Júlio César de Mello e Souza (1895-1974), schrijver en wiskundehoogleraar
- Gustavo Corção (1896-1978), schrijver
- Alberto Cavalcanti (1897-1982), filmregisseur, scenarist en producent
- Claudionor Gonçalves da Silva, "Nonô" (1899-1931), voetballer

### 1900–1909

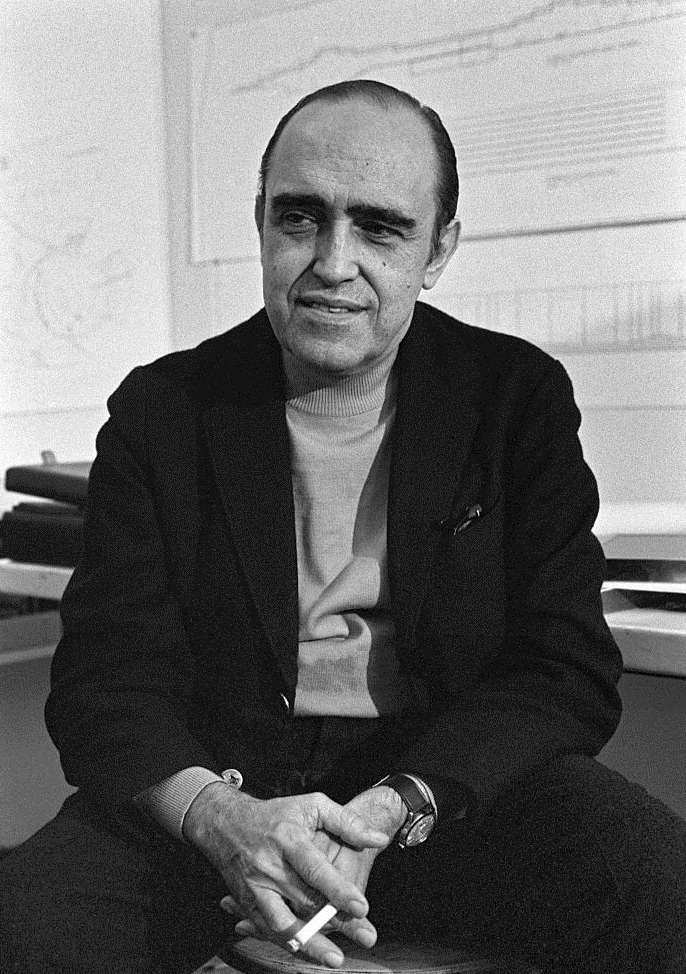
Architect Oscar Niemeyer (1907-2012)

- Waldemar Levy Cardoso (1900-2009), militair
- Nilo Murtinho Braga, "Nilo" (1903-1975), voetballer
- Joel de Oliveira Monteiro (1904-1990), doelman
- João Coelho Neto, "Preguinho" (1905-1979), voetballer
- Ladislau da Guia (1906-1988), voetballer
- Oscar Niemeyer (1907-2012), architect
- Hermógenes Fonseca (1908-?), voetballer
- Cartola (1908-1980), zanger, componist, poet en gitarist

### 1910–1919

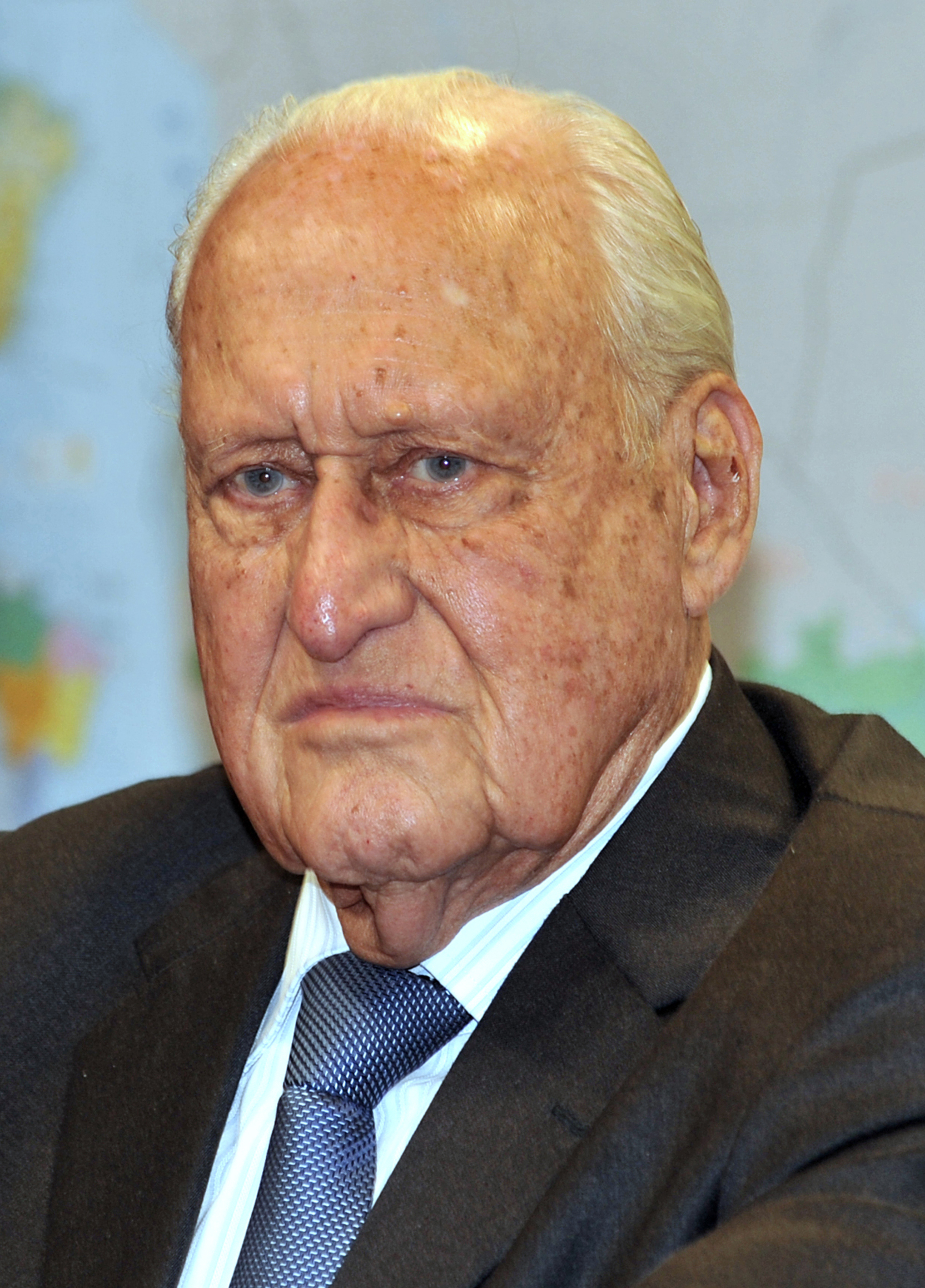
Zwemmer, waterpoloër en sportbestuurder João Havelange (1916-2016)

- Dora Vasconcelos (1910-1973), dichteres en consul-generaal
- Germano Boettcher Sobrinho, "Germano" (1911-1977), voetballer
- Luís Mesquita de Oliveira, "Luisinho" (1911-1983), voetballer
- Domingos da Guia (1912-2000), voetballer
- Plácido Monsores, "Plácido" (1912-1977), voetballer
- Véra Clouzot (1913-1960), Frans actrice
- Roberto Gomes Pedrosa (1913-1954), doelman
- Jamelão (1913-2008), zanger
- Vinicius de Moraes (1913-1980), dichter, componist, diplomaat en journalist
- Leônidas da Silva, "Leônidas" (1913-2004), voetballer
- Raul de Barros (1915-2009), componist, dirigent, instrumentalist en trombonist
- Peter Medawar (1915-1987), Brits wetenschapper en Nobelprijswinnaar (1960)
- Aurora Miranda (1915-2005), actrice en zangeres
- João Havelange (1916-2016), zwemmer, waterpoloër en sportbestuurder
- João Figueiredo (1918-1999), militair en president van Brazilië[1]

### 1920–1929

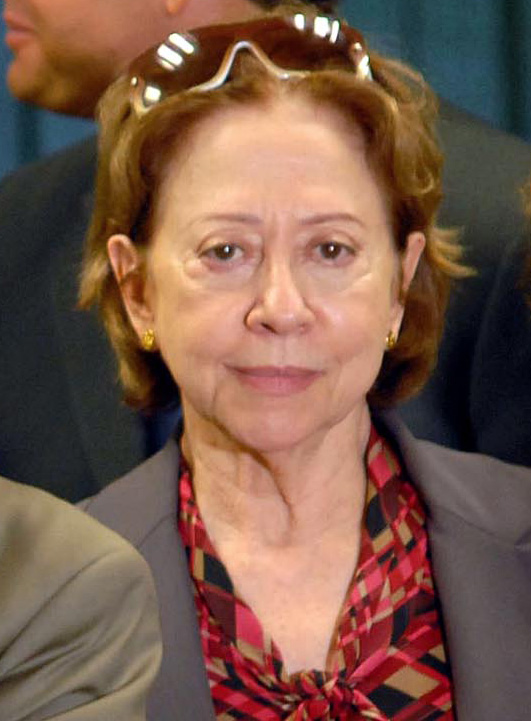
Actrice Fernanda Montenegro (1929)

- Alfredo dos Santos, "Alfredo II" (1920-1997), voetballer
- Jayme Tiomno (1920-2011), natuurkundige
- Luiz Bonfá (1922-2001), gitarist en componist
- Miguel Gustavo (1922-1972), diskjockey en componist
- Walter Goulart da Silveira, "Santo Cristo" (1922), voetballer
- Nora Ney (1922-2003), zangeres
- Valdir Azevedo (1923-1980), compinist en cavaquinhospeler
- Dom Um Romão (1925-2005), percussionist en drummer
- Nílton Santos (1925-2013), voetballer
- Jamil Haddad (1926-2009), politicus
- Carlos José Castilho (1927-1987), voetballer en trainer
- Antônio Carlos Jobim (1927-1994), songwriter, componist, arrangeur, zanger en pianist
- Johnny Alf (1929-2010), componist, zanger en pianist
- Fernanda Montenegro (1929), actrice

### 1930–1939

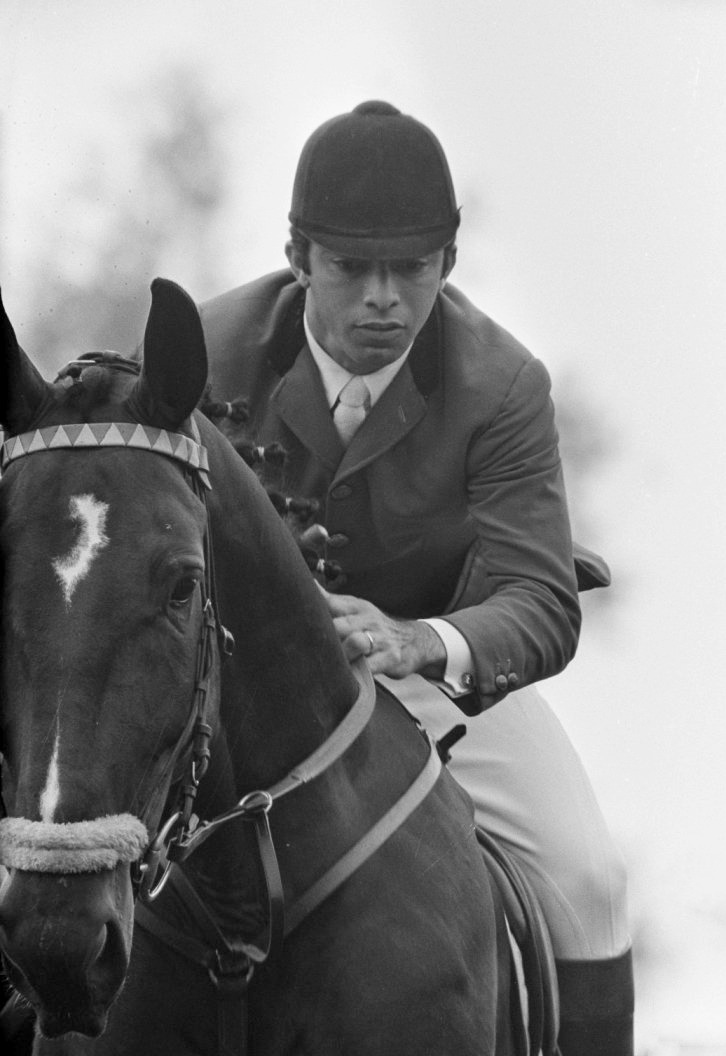
Springruiter Nelson Pessoa (1935)

- Dolores Duran (1930-1959), zangeres en componiste
- Augusto Vieira de Oliveira, "Tite" (1930-2004), voetballer
- Sílvio Santos (1930-2024), ondernemer, media-magnaat en presentator
- Elza Soares (1930-2022), sambazangeres
- Joaquim Albino, "Quincas" (1931), voetballer
- Augusto Boal (1931-2009), toneelschrijver en -regisseur
- Fernando Henrique Cardoso (1931), president van Brazilië[2]
- Evaristo de Macedo Filho, "Evaristo" (1933), voetballer en voetbaltrainer
- Darcy Silveira dos Santos, "Canário" (1934), voetballer
- Raul de Souza (1934-2021), jazztrombonist en orkestleider
- Milton Banana (1935-1999), percussionist en drummer
- Nelson Pessoa (1935), springruiter
- Luiz Eça (1936-1992), componist en pianist
- José Amoroso Filho, "Amoroso" (1937), voetballer
- Hélio Oiticica (1937-1980), schilder, beeldhouwer, installatie- en performancekunstenaar
- Leina Krespi (1938-2009), actrice
- Bebeto Castilho (1939), zanger, musicus en componist
- Carlos Lyra (1939), zanger, componist en gitarist
- Irio De Paula (1939-2017), jazzgitarist en componist

### 1940–1949

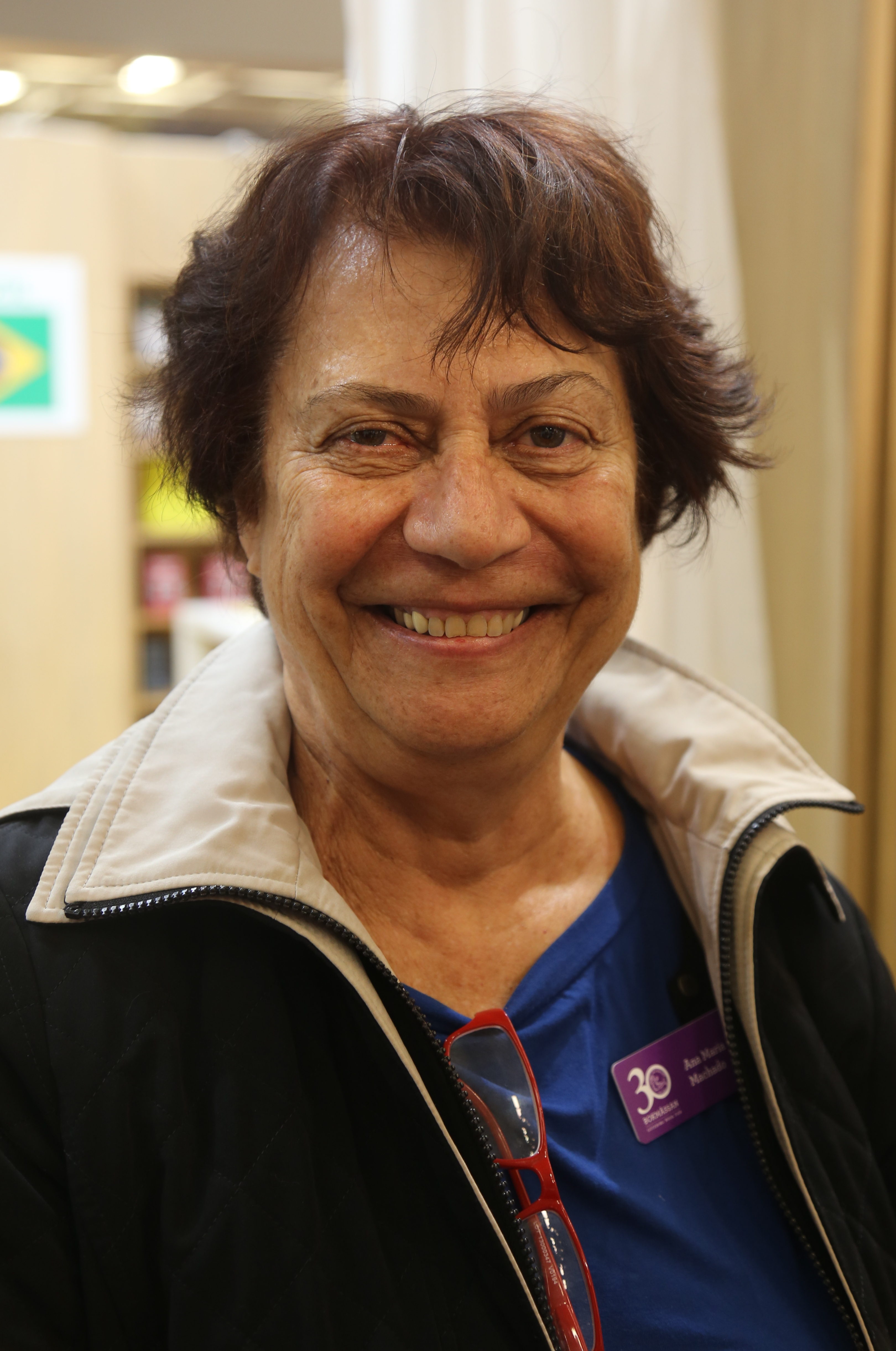
Journaliste, kunstschilderes en schrijfster Ana Maria Machado (1941)

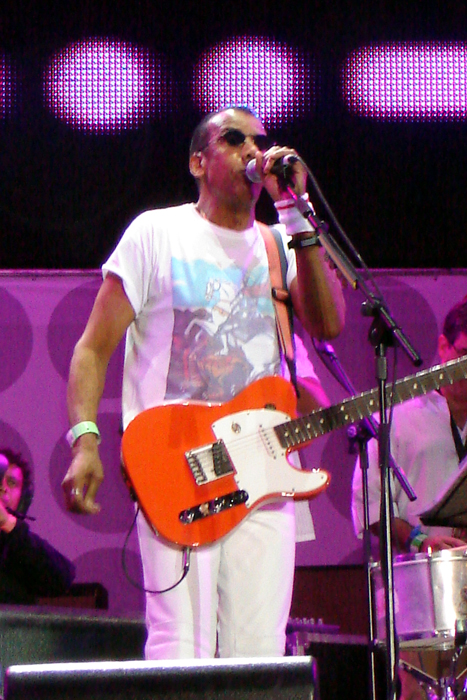
Zanger Jorge Ben Jor (1945)

- Luís Carlos Vinhas (1940-2001), componist en pianist
- Erasmo Carlos (1941-2022), zanger, componist en muzikant
- Nana Caymmi (1941), zangeres
- Luiz Felipe Palmeira Lampreia (1941-2016), socioloog, diplomaat en politicus
- Ana Maria Machado (1941), journaliste, kunstschilderes en schrijfster
- Tenório Jr. (1941-1976), pianist
- Abel Verônico, "Abel" (1941), voetballer
- Ademir da Guia, "Ademir" (1942), voetballer
- Tim Maia (1942-1998), zanger, componist en muziekproducent
- Milton Nascimento (1942), singer-songwriter
- Dori Caymmi (1943), zanger, gitarist, songwriter, arrangeur en muziekproducent
- Eumir Deodato (1943), musicus
- Édson Cegonha, "Édson" (1943-2015), voetballer
- Edu Lobo (1943), componist, arrangeur en zanger
- Jards Macalé (1943), acteur, zanger en componist
- Carlos Alberto Parreira (1943), voetbaltrainer
- Chico Buarque (1944), zanger, componist, dichter, acteur en schrijver
- Jair Ventura Filho, "Jairzinho" (1944), voetballer
- Araquem de Melo (1944-2001), voetballer
- Jovelina Pérola Negra (1944-1998), zangeres en componist
- Carlos Alberto Torres, "Capita" (1944-2016), voetballer en voetbaltrainer
- Jorge Ben Jor (1945), zanger en componist
- Paulo Alcântara Gomes (1945), natuurkundige, civiel ingenieur en hoogleraar
- Ivan Lins (1945), singer-songwriter
- Dario José dos Santos, "Dadá Maravilha" (1946), voetballer
- Celso Pitta (1946-2009), econoom en politicus
- Claudio Roditi (1946-2020), jazztrompettist en -bugelist
- Milton Viera (1946), Uruguayaans voetballer
- Paulo Coelho (1947), schrijver
- Eduardo Antunes Coimbra, "Edu" (1947), voetballer en voetbaltrainer
- Zé Rodrix (1947-2009), zanger, acteur, instrumentalist en componist
- Paulinho da Costa (1948), percussionist
- Cildo Meireles (1948), beeldhouwer en installatie- en conceptueel kunstenaar
- Ronaldo Miranda (1948), componist
- Márcio Montarroyos (1948-2007), jazztrompettist en -bugelist
- Jennifer O'Neill (1948), Amerikaanse actrice
- Sérgio Vieira de Mello (1948-2003), diplomaat en VN-functionaris
- Joyce Silveira Palhano de Jesus (alias Joyce Moreno), (1948), zangeres, componist en muzikant
- Paulo Cézar Caju (1949), voetballer
- Fernando Collor de Mello (1949), president van Brazilië[3]
- Fernando Ferretti (1949-2011), voetballer en voetbaltrainer
- Roberto Medina (1949), zakenman en reclamedeskundige

### 1950–1959
- Daniel Benzali (1950), acteur
- Nílson Dias (1952), voetballer

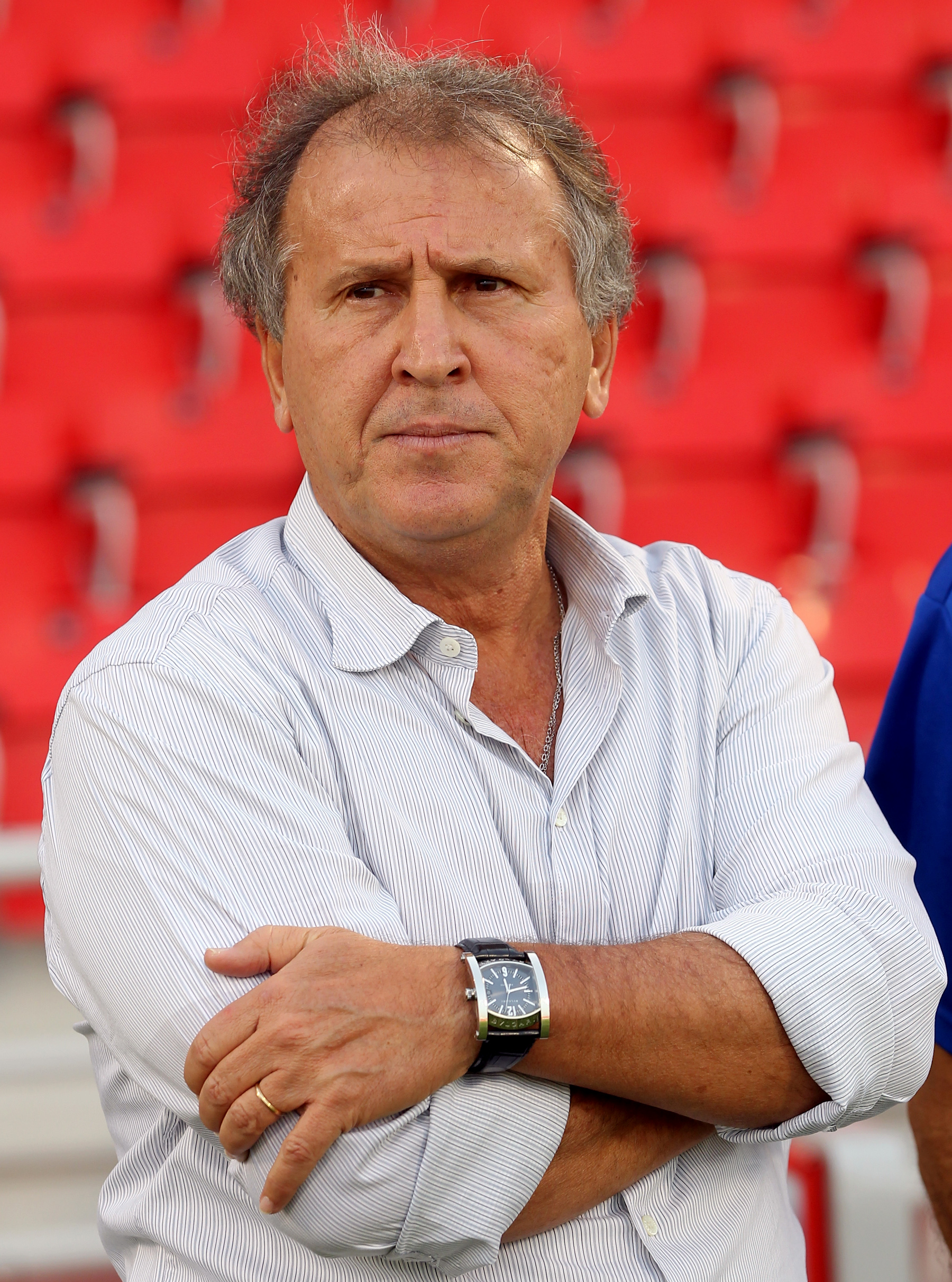
Voetballer en voetbaltrainer Zico (1953)

- Nelson Piquet sr. (1952), autocoureur
- Ney Rosauro (1952), componist, muziekpedagoog, slagwerker, paukenist, marimbasolist en vibrafoonsolist
- Arthur Antunes Coimbra, "Zico" (1953), voetballer en voetbaltrainer
- Pedro Parente (1953), ingenieur, ondernemer en politicus
- Loalwa Braz Vieira (1953-2017), zangeres van Kaoma
- Antonio Patriota (1954), diplomaat en politicus
- Luiz Alberto Figueiredo (1955), diplomaat en politicus
- Marina Lima (1955), zangeres en componiste
- Artur dos Santos Lima, "Arturzinho" (1956), voetballer en trainer
- Mílton da Cunha Mendonça, "Mendonça" (1956-2019) voetballer
- Adílio de Oliveira Gonçalves, "Adílio" (1956-2024), voetballer
- Walter Salles (1956), regisseur, scenarioschrijver en producent
- Mário Marques (1957), voetballer
- Ruy Ramos (1957), Braziliaans-Japans voetballer
- Lobão (1957), zanger, componist, multi-instrumentalist, editor en tv-presentator
- Cazuza (1958-1990), zanger
- Arlindo Cruz (1958-2025), zanger, muzikant en componist
- Marcos César Dias Castro, "Marcos Paquetá" (1958), voetballer
- Milton Queiroz da Paixão, "Tita" (1958), voetballer
- Ricardo Ferretti, "Tuca" (1958), voetballer en trainer
- Roberto Moreno (1959), autocoureur
- João Guilherme Ripper (1959), componist, dirigent, muziekpedagoog en professor
- Eliane Rodrigues (1959), pianiste
- Rodrigo Rollemberg (1959), gouverneur van Distrito Federal[4]

### 1960–1969
- Carlos Brito (1960), ondernemer
- Carlos Mozer (1960), voetballer

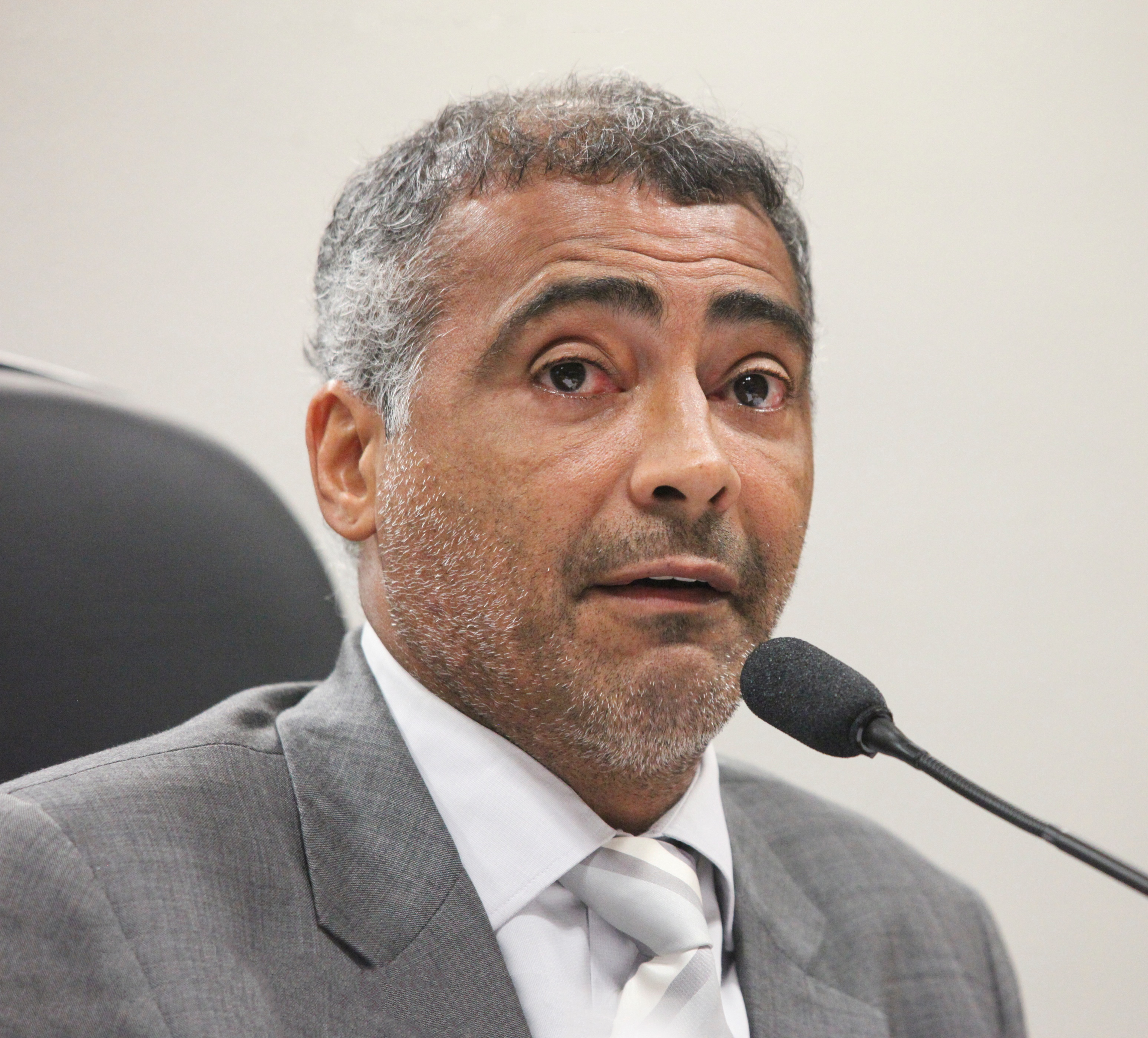
Voetballer Romario de Souza Faria (1966)

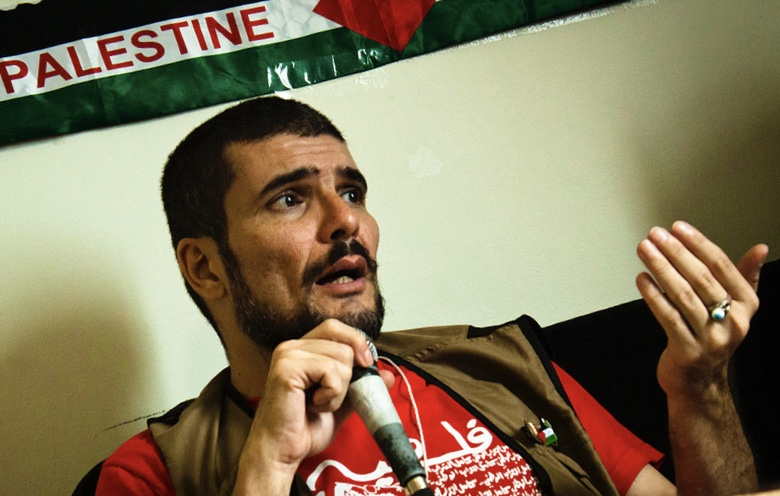
Cartoonist, karikaturist en links activist Carlos Latuff (1968)

- Isabel Salgado (1960-2022), volleyballer en beachvolleyballer
- Deborah Colker (1961), danseres en choreografe
- Bussunda (1962-2006), komiek
- Maurício de Oliveira Anastácio, "Maurício" (1962), voetballer
- Paulo Ricardo (1962), zanger
- Donato Gama da Silva (1962), Braziliaans-Spaans voetballer
- Jackie Silva (1962), beachvolleyballer
- Dario Viganò (1962), Italiaans geestelijke
- Jorge José de Amorim Campos, "Jorginho" (1964), voetballer
- Délia Fisher (1964), pianiste, componiste, zangeres en arrangeur
- Ricardo Gomes (1964), voetballer en voetbaltrainer
- Antônio Carlos Santos (1964), voetballer
- Robson da Silva (1964), atleet
- Adriana Varejão (1964), schilder, beeldhouwer en installatiekunstenaar
- Bruno Barreto (1965), filmregisseur
- Mário de Oliveira Costa, "Mário Tilico" (1965), voetballer
- Romário de Souza Faria, "Romário" (1966), voetballer
- Royce Gracie (1966), MMA-vechter en jiujitsuka
- Bruno Rangel (1966), darter
- Alexandre Torres (1966), voetballer
- Renzo Gracie (1967), MMA-vechter en jiujitsuka
- Marisa Monte (1967), zangeres
- José Padilha (1967), scenarioschrijver, producent en regisseur
- Antonio Pinto (1967), filmcomponist
- Mônica Rodrigues (1967), beachvolleyballer
- Carlos Latuff (1968), cartoonist, karikaturist en links activist
- Marcos Rocha (1968), gouverneur van Rondônia
- Carlos Saldanha (1968), filmregisseur, producent, animator en stemacteur
- Adriana Behar (1969), beachvolleyballer
- Eduardo Paes (1969), burgemeester van Rio de Janeiro[5]
- Eduardo Riedel (1969), gouverneur van Mato Grosso do Sul

### 1970–1979
- Paulo Americo (1970), voetballer

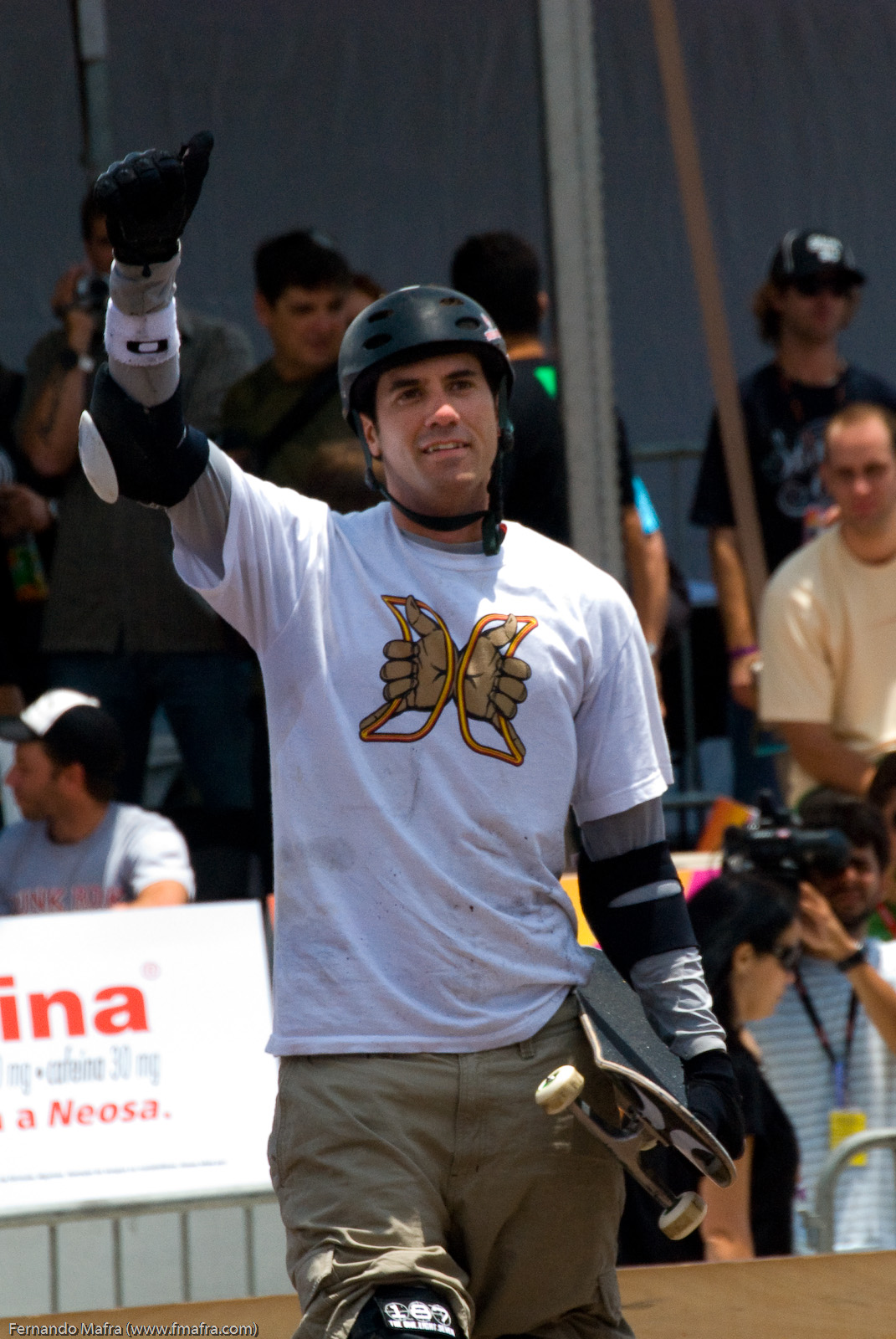
Skateboarder Bob Burnquist (1976)

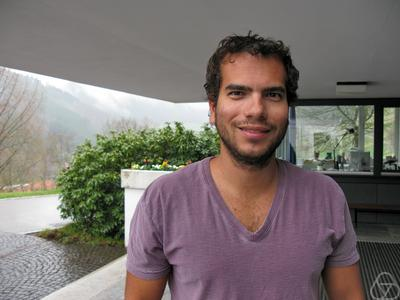
Wiskundige Artur Ávila (1979)

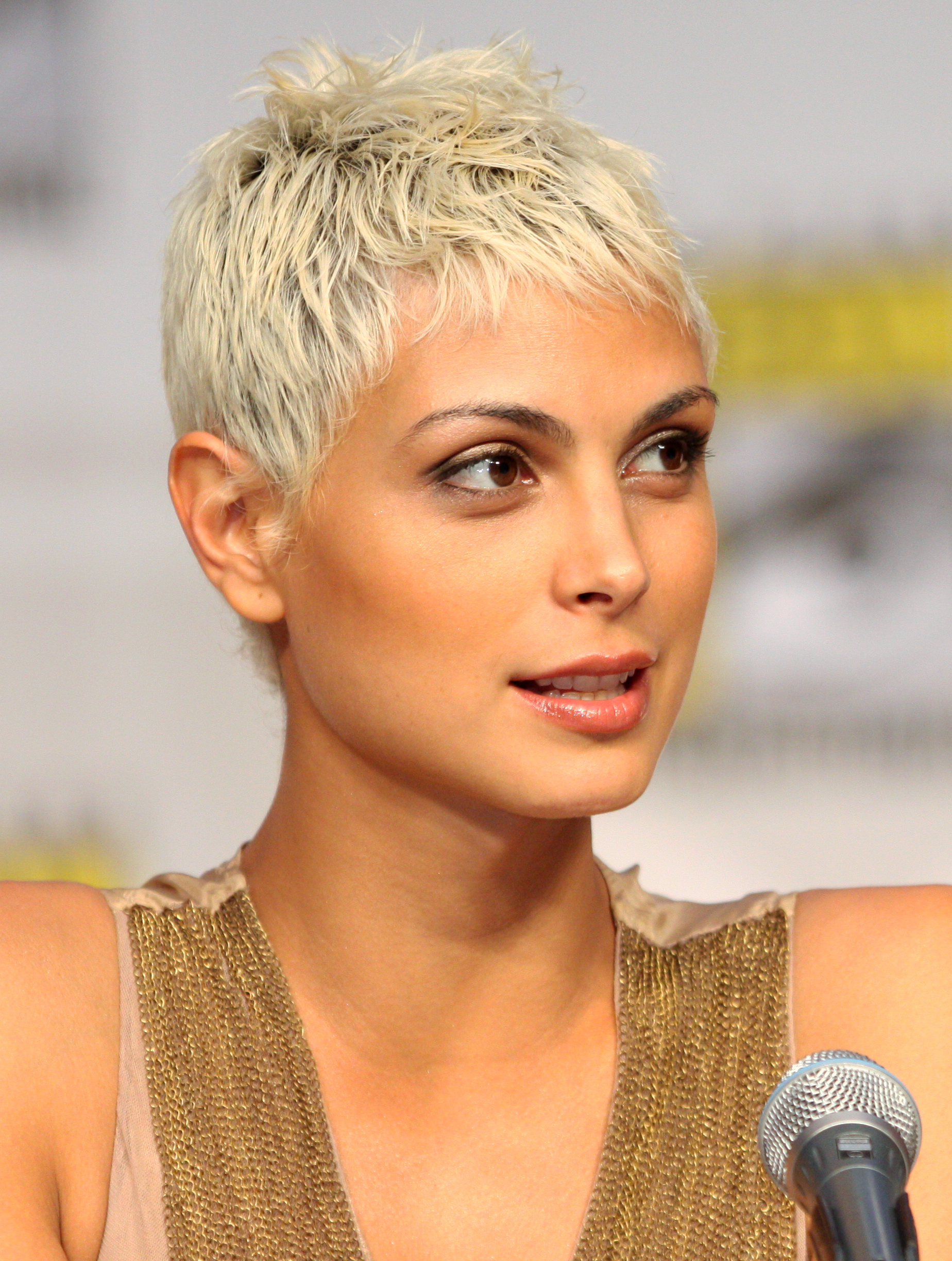
Actrice Morena Baccarin (1979)

- Marc-Kevin Goellner (1970), Duits tennisser
- Alexandre F. Travassos (1970), componist en klarinettist
- Marcelinho Carioca (1971), voetballer
- Maxsandro Barbosa de Oliveira (1972), voetballer
- Amon Tobin (1972), dj en producer
- Bruno Campos (1973), Amerikaans acteur
- Sandra Pires (1973), beachvolleyballer
- Sandra Soldan (1973), triatlete en aquatlete
- Alexandre Lopes (1974), voetballer
- Gabriel o Pensador (1974), rapper
- Andre Luiz de Souza Silva, "Biju" (1974), voetballer
- Tarcísio de Freitas (1975), gouverneur van São Paulo
- Pedro Bromfman (1976), componist en muzikant
- Cacá Bueno (1976), autocoureur
- Bob Burnquist (1976), skateboarder
- Gilberto da Silva Melo, "Gilberto" (1976), voetballer
- Ronaldo Luis Nazário de Lima, "Ronaldo" (1976), voetballer
- Marco Aurélio Brito dos Prazeres, "Mehmet Aurélio" (1977), Turks voetballer
- Vitor Belfort (1977), MMA-vechter en jiujitsuka
- Max de Castro (1977), zanger en muzikant
- Bruno Quadros (1977), voetballer
- Daniele Suzuki (1977), actrice
- Popó Bueno (1978), autocoureur
- Roger Flores, "Roger" (1978), voetballer
- Artur Ávila (1979), wiskundige
- Morena Baccarin (1979), Braziliaans-Amerikaans actrice
- Júlio César Soares Espíndola, "Júlio César" (1979), voetballer (doelman)
- Marielle Franco (1979-2018), politicus, socioloog, feminist en mensenrechtenactivist
- Juan Silveira dos Santos, "Juan" (1979), voetballer
- César Vinicio Cervo de Luca, "César Vinicio" (1979), voetballer

### 1980–1989

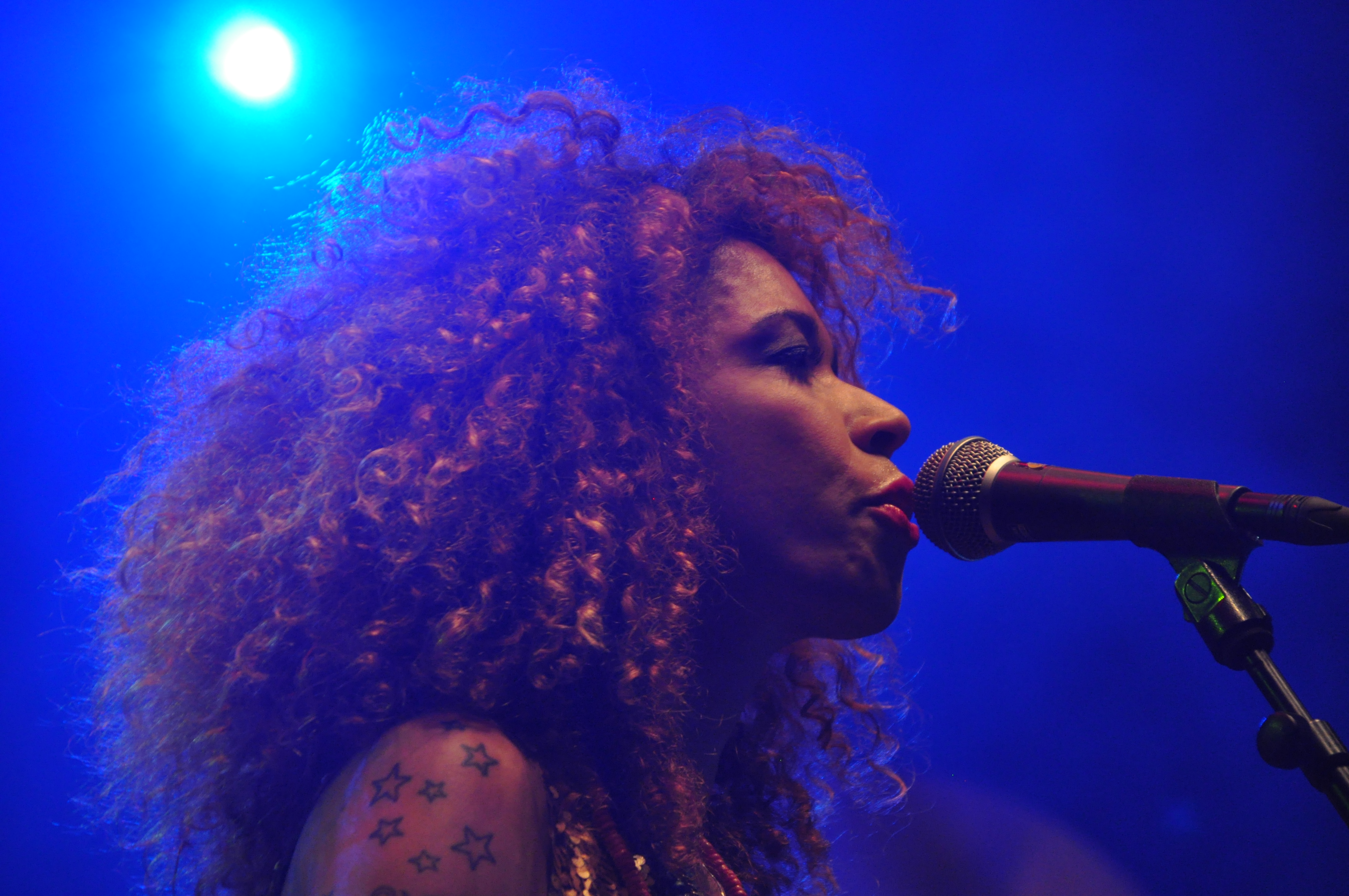
Zangeres Flavia Coelho (1980)

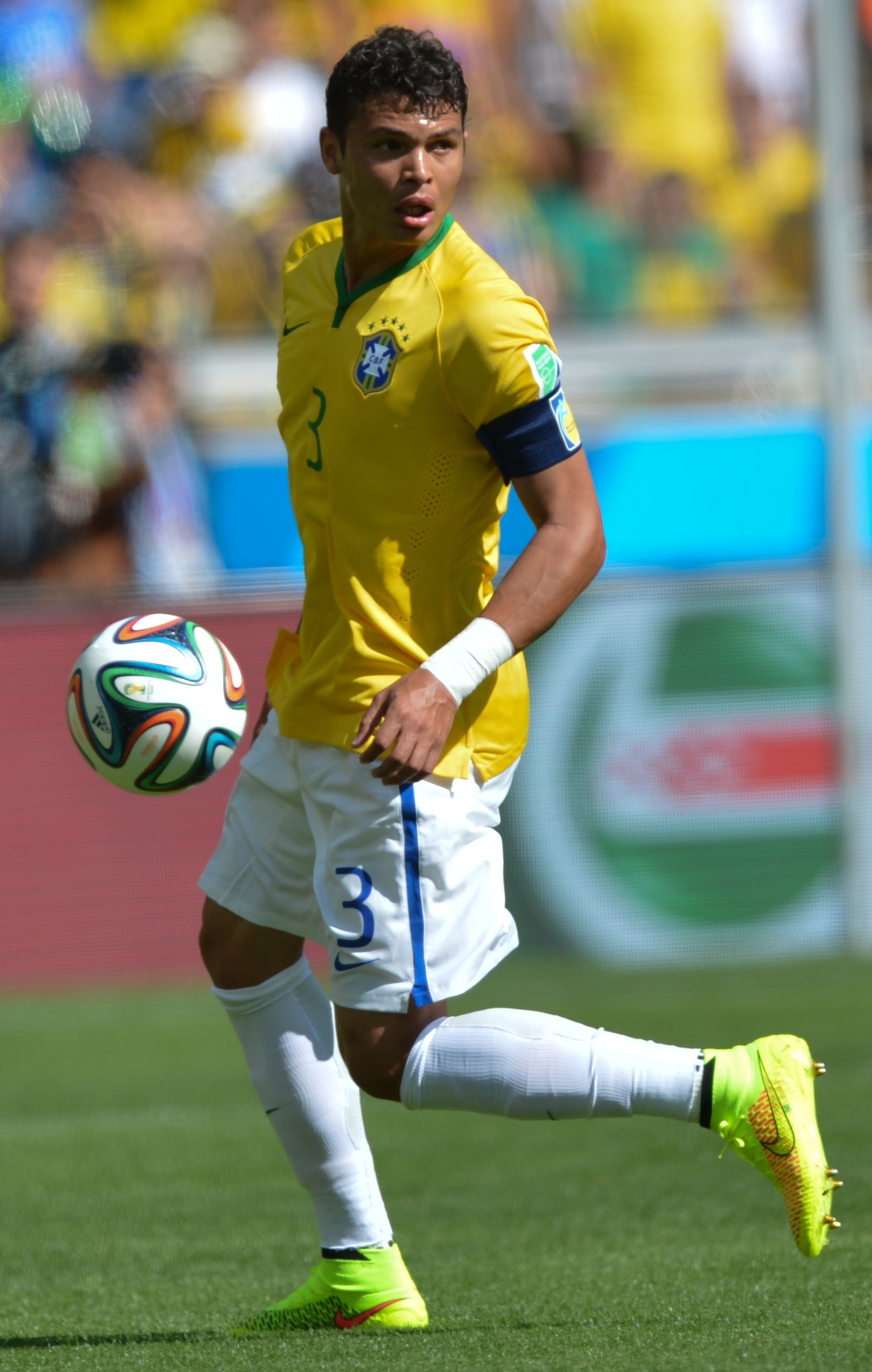
Voetballer Thiago Silva (1984)

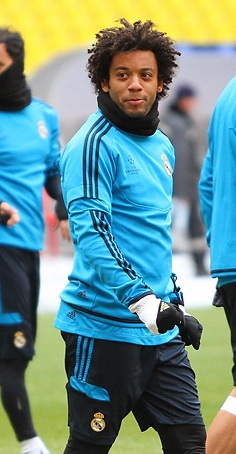
Voetballer Marcelo (1988)

- Hugo Henrique Assis do Nascimento, "Hugo" (1980), voetballer
- Flavia Coelho (1980), zangeres
- Marcos González (1980), Chileens voetballer
- Fabrizio Moretti (1980), Amerikaans drummer
- Eduardo Francisco de Silva Neto, "Dudu" (1980), voetballer
- Tiago Calvano (1981), voetballer
- Sergio Pacheco de Oliveira, "Sergio" (1981), voetballer
- Sidney Cristiano Dos Santos, "Tita" (1981), Braziliaans-Turks voetballer
- Cristiano Dos Santos Rodrigues, "Cris" (1981), voetballer
- Victor Simões de Oliveira (1981), voetballer
- Kevin Kurányi (1982), Duits voetballer
- Adriano Leite Ribeiro, "Adriano" (1982), voetballer
- Luiz Pontes Ribeiro, "Luizinho" (1982), voetballer
- Denni Rocha dos Santos (1982), voetballer
- Diogo Sclebin (1982), triatleet
- Alan Carlos Gomes da Costa, "Alanzinho" (1983), voetballer
- André Luiz Bahia dos Santos Viana, "André Bahia" (1983), voetballer
- Kelly Key (1983), zangeres
- Pedro Luís van Orléans-Braganza (1983-2009), prins
- Maria Clara Salgado Rufino (1983), beachvolleybalster
- Leonardo Vitor Santiago (1983), voetballer
- Carlos Henrique dos Santos Souza, "Henrique" (1983), voetballer
- Eduardo da Silva (1983), Kroatisch voetballer
- Rodrigo Souto (1983), voetballer
- Vágner Silva da Souza, "Vágner Love" (1984), voetballer
- Gilberto Macena (1984), voetballer
- Daniella Sarahyba (1984), model
- Thiago Emiliano da Silva, "Thiago Silva" (1984), voetballer
- Diego Alves Carreira (1985), doelman
- Rafael Bastos (1985), voetballer
- Wilson Cruz da Silveira (1985), voetballer
- Benny Feilhaber (1985), Amerikaans voetballer
- Fellype Gabriel (1985), voetballer
- André Luiz Rodrigues Lopes, "Andrezinho" (1985), voetballer
- Charles Fernando Basílio da Silva, "Charles" (1985), voetballer
- Nathalia Dill (1986), actrice
- Paulo Roberto Valoura Junior, "Juninho" (1986), voetballer
- Alfredo Marcos Da Silva Junior, "Marcão" (1986), voetballer
- Pedro Solberg (1986), beachvolleyballer
- Filipe Gomes (1987), voetballer
- Rodrigo Moledo (1987), voetballer
- Bárbara Seixas (1987), beachvolleybalster
- Carolina Solberg (1987), beachvolleybalster
- Wergiton do Rosario Calmon, "Somália" (1988), voetballer
- Renato Augusto (1988), voetballer
- Diogo Portela (1988), darter
- Marcelo Vieira da Silva Júnior, "Marcelo" (1988), voetballer
- Maicon Pereira de Oliveira, "Maicon" (1988-2014), voetballer
- Rafael de Souza Pereira, "Rafael Carioca" (1989), voetballer
- Nathan Júnior Soares de Carvalho, "Nathan Júnior" (1989), voetballer
- Josef de Souza Dias (1989), voetballer
- Vinícius Silva Soares, "Tartá" (1989), voetballer

### 1990–1999
- João de Lucca (1990), zwemmer

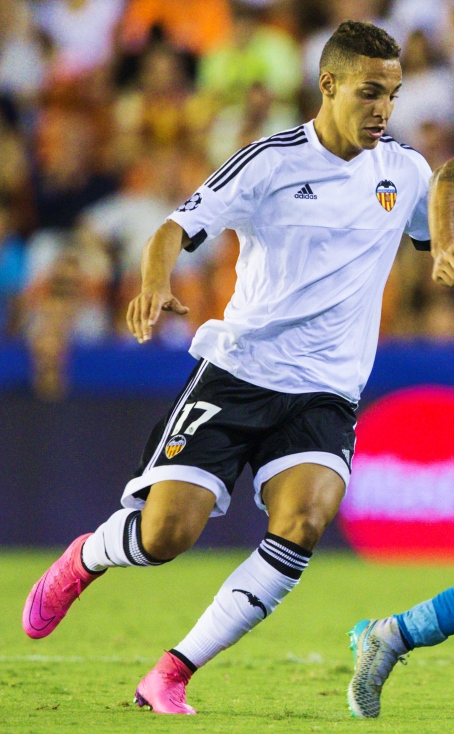
Voetballer Rodrigo (1991)

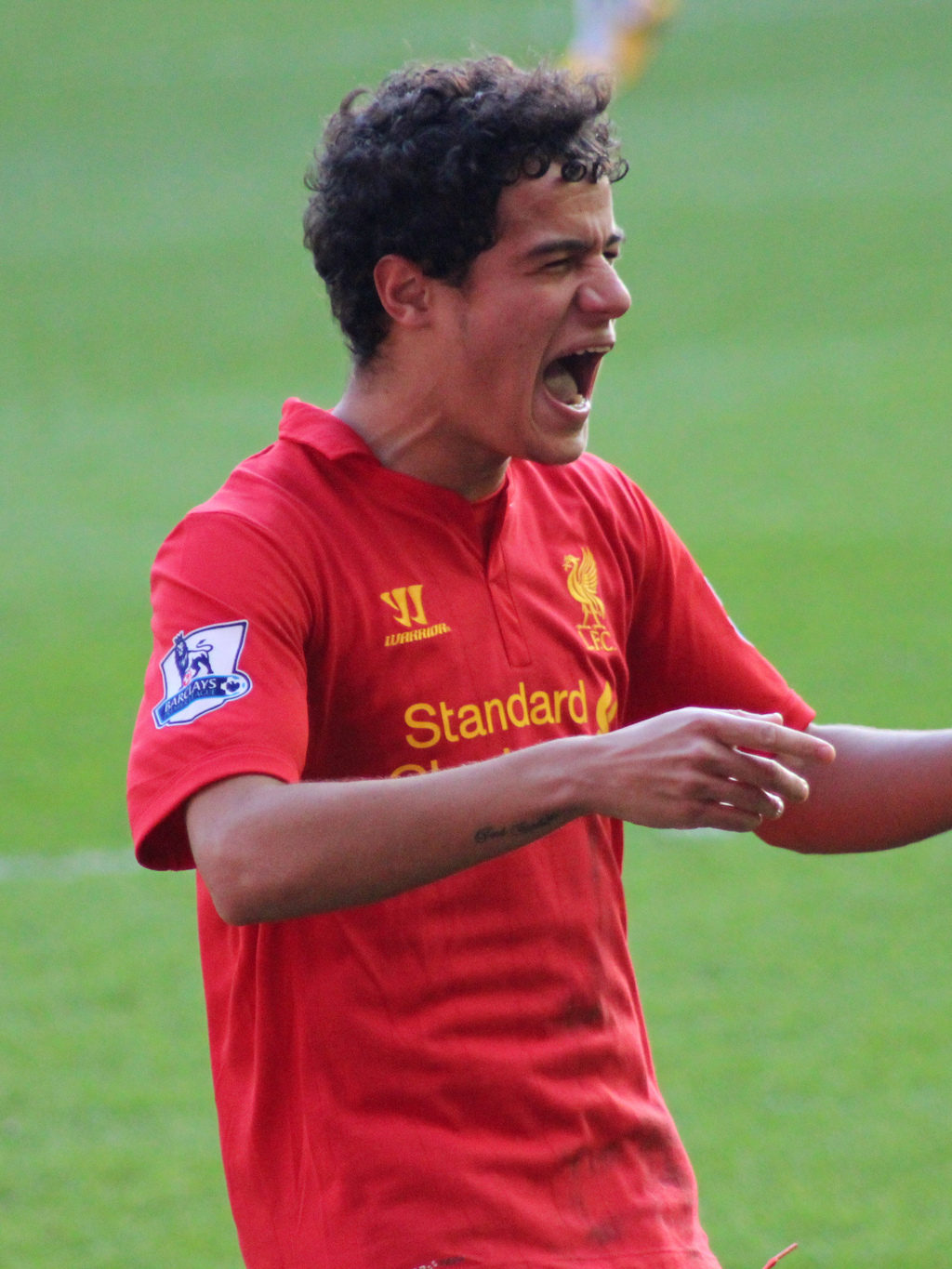
Voetballer Coutinho (1992)

- Evandro Gonçalves Oliveira Júnior (1990), beachvolleyballer
- Bruno Peres (1990), voetballer
- Diogo Pinheiro (1990), voetballer
- Jade Barbosa (1991), gymnaste
- Allan Marques Loureiro, "Allan" (1991), voetballer
- Rodrigo Moreno Machado (1991), Braziliaans-Spaans voetballer
- Diego Maurício Machado de Brito, "Diego Maurício" (1991), voetballer
- Luiz Antônio de Souza Soares, "Luiz Antônio" (1991), voetballer
- Philippe Coutinho (1992), voetballer
- Wellington Silva Sanches Aguiar, "Wellington Nem" (1992), voetballer
- Anitta (1993), zangeres
- Guto Carvalhaes (1993), beachvolleyballer
- Victor Vinícius Coelho dos Santos, "Vitinho" (1993), voetballer
- Wellington Silva (1993), voetballer
- Luiz Ricardo Alves, "Sassá" (1994), voetballer
- Tamires Morena Lima (1994), handbalster
- Ismael Silva Lima (1994), voetballer
- Mattheus Oliveira (1994), voetballer
- Laura Rizzotto (1994), zangeres
- Samir Santos (1994), voetballer
- Wallace Fortuna dos Santos (1994), voetballer
- Wallace Oliveira dos Santos, "Wallace" (1994), voetballer
- Adryan Oliveira Tavares, "Adryan" (1994), voetballer
- Clayton da Silveira da Silva, "Clayton" (1995), voetballer
- Jorge Moraes (1996), voetballer
- Caio Rangel (1996), voetballer
- Thiago Rodrigues da Silva, "Mosquito" (1996), voetballer
- Lucas Ribamar Lopes dos Santos Bibiano, "Ribamar" (1997), voetballer
- Bruno Guimarães (1997), voetballer
- Perla Haney-Jardine (1997), Amerikaans actrice
- Lucas Tolentino Coelho de Lima, "Lucas Paquetá" (1997), voetballer
- Pedro Guilherme Abreu dos Santos, "Pedro" (1997), voetballer
- Evander da Silva Ferreira (1998), voetballer
- Douglas Luiz (1998), voetballer
- Mateus Vital (1998), voetballer
- Matheus Nunes (1998), voetballer

### Vanaf 2000
- Paulo Henrique Sampaio Filho, "Paulinho" (2000), voetballer
- Ana Vitória Magalhães (2000), wielrenster
- Kayky da Silva Chagas, "Kayky" (2003), voetballer
- Victor Hugo (2004), voetballer
- Andrey Santos (2004), voetballer

## Overleden in Rio de Janeiro (elders geboren)
- Tiradentes (1746-1792), revolutionair
- Maria I (1734-1816), koningin van Portugal, Brazilië en de Algarve
- Marcos Portugal (1762-1830), componist
- João Barbosa Rodrigues (1842-1909), botanicus
- João Gilberto (1931-2019), muzikant, uitvinder van de muziekstijl bossanova

## Begraven in Rio de Janeiro (elders geboren en elders overleden)
- Alberto Santos-Dumont (1873-1932), luchtvaartpionier
- Carmen Miranda (1909-1955), Portugees-Braziliaans actrice en zangeres